# Armalith
L'Armalith est une marque déposée de collection de tissus composites, développés dans le but de prévenir les risques de lésions cutanées causées par l'abrasion, particulièrement après une chute sur une surface routière.

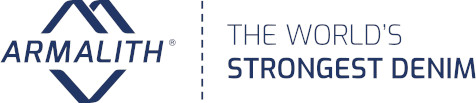
Logo de l'Armalith

Les tissus sont fabriqués en combinant des fibres de renforcement basées sur l'UHMWPE avec une matrice en denim traditionnel. Cette combinaison de matériaux apporte au tissu une protection élevée contre l’abrasion et la déchirure, ainsi qu’une résistance thermique, tout en maintenant l'apparence, le confort et le toucher d'un jean classique en demin. L’Armalith est aussi résistant aux coupures, à la perforation, à la traction et à une grande majorité de produits chimiques. En cas d'exposition aux rayons UV, le tissu maintient ses performances. Il est reconnu pour sa légèreté, sa conception respectueuse de l'environnement, sa facilité d'entretien et sa longévité.

## Histoire
Au début des années 2000, Pierre-Henry Servajean, un Bordelais travaillant dans le textile, fait une chute à moto. Non protégé au niveau des jambes, comme plus de la moitié des conducteurs occasionnels de deux-roues, il déchire son jean Levi’s, occasionnant des blessures sur sa peau.
Il se résout à acquérir un pantalon de protection adéquat, mais ne trouve aucun pantalon sur le marché qui soit à la fois protecteur, hydrophile, suffisamment confortable et « à la mode » pour être porté toute la journée. Il n’existe pas non plus de tissu assez solide et agréable à porter pour confectionner un tel vêtement.
Il décide de combiner des fibres haute performance avec de la toile denim pour confectionner un vêtement indéchirable et résistant à l'abrasion, mais s'apparentant à un jean.
Il dépose un brevet d’architecture et découvre, grâce à EADS Space Transportation (actuel ArianeGroup), le polyéthylène à ultra haut poids moléculaire (UHMWPE). Cette fibre, quinze fois plus résistante que l’acier et cinq fois plus que le Kevlar, est déjà utilisée dans différents secteurs : l’aéronautique (câble d'amarrage des plates-formes offshore), l’aérospatiale (filin de rentrée en atmosphère de modules spatiaux et filets de protection des satellites) et la médecine pour ses propriétés biocompatibles (prothèses et implants). En revanche, la fibre UHMWPE n’a jusqu’alors jamais été appliquée aux tissus.
Pour apporter une qualité textile à cette fibre technique, il y associe du Lycra, la gaine de coton et la teinte d'indigo. Il invente l’Armalith en 2003 et dépose, sous le nom de sa société PHP eurl, une série de brevets décrivant « une architecture textile qui permet d’abriter dans un contenant textile un contenu technique ».
En 2005, Pierre-Henry Servajean remporte la 7e place du concours d'aide à la création d'entreprises de technologies innovantes par l'Agence Nationale de Valorisation de la Recherche (ANVAR). Afin de commercialiser les premiers jeans moto en Armalith, l’inventeur approche BMW qui ne donne pas suite par manque de budget. Il crée alors sa propre marque, Esquad, et produit son premier pantalon après avoir réalisé une étude de marché via le cabinet d’études WSA financée par le concours ANVAR.
L’année suivante, des cascadeurs français testent l’Armalith en chutant à 100 km/h pendant le Paris Motor Show. Lors des JPMS (Journées Professionnelles de la Moto, du Quad et du Scooter) à Lyon, la résistance de ce tissu est éprouvée sous contrôle d’huissier en suspendant un Hummer H2 de plus de trois tonnes au bout d’un jean en Armalith. Cette cascade est orchestrée par l'équipe de Rémy Julienne et le rapport d’huissier indique qu’« aucun dommage n’est relevé sur l’état du tissu du pantalon ».
Un Hummer est à nouveau suspendu par un jean en Armalith en 2007 Quai de Javel à Paris, puis en 2008 lors du salon Whos Next, Porte de Versailles, sous le parrainage de François Girbaud (inventeur du jean délavé « stonewash »). L’évènement fait la une des émissions AutoMoto et M6 Turbo. Sur France 2, au journal de 20 H du 28 octobre 2008, l’Armalith est qualifiée « d’une des inventions françaises les plus innovantes de l’histoire, au même titre que la photo, le cinéma, l’hélicoptère ou la carte à puce ».
En 2009, l’entreprise Esquad reçoit le Prix des Ingénieurs de l’Année dans la catégorie innovation, un événement organisé par L'Usine nouvelle et Industrie et Technologies en partenariat avec le CNISF (Conseil National des Ingénieurs et des Scientifiques de France).
2011 marque la reconnaissance de l'Armalith comme technologie de l'espace par la Space Foundation USA, après avoir été reconnue par l'ESA (l'Agence Spatiale Européenne).
En 2014, l’Armalith évolue et devient plus souple et stretch avec l’intégration du Lycra Tough Max™. Elle est requalifiée en Armalith 2.0.
Pierre-Henry Servajean crée la marque Bolid’ster en 2015 pour fabriquer et commercialiser des vêtements en Armalith plus responsables et fabriqués en France,,.
En parallèle, le tissu est mis à disposition sur le marché en open-source et les marques d'équipement moto commencent à intégrer l’Armalith à leurs produits : Harley Davidson aux États-Unis, Triumph en Grande-Bretagne, Dainese en Italie, Held en Allemagne, Rokker en Suisse.
Lors du Salon du Deux Roues de Lyon en 2019, le cascadeur Alain Bour teste un blouson et un jean en Armalith sous conditions réelles à 85 km/h sur une distance de 35 mètres.
En 2019, Joachim Garniaux parcourt 58 960 km à moto avec un jean en Armalith qu’il porte au quotidien près de 900 jours d’affilée. Lors de son tour du monde, il fait une chute sans gravité. Pour témoigner de sa résistance, le pantalon qu'il a porté est exposé sur le salon international de la moto EICMA à Milan en novembre 2022.
Du 19 septembre 2020 au 14 mars 2021, l'Armalith est représenté au Musée de Bourgoin-Jallieu lors de l'exposition Mode au Futur, consacrée à la technologie et aux évolutions textiles.
En 2022, plus de 60 pantalons sont testés lors des Armalith Test Days, permettant d’établir un comparatif scientifique entre différents matériaux représentatifs du marché, y compris plusieurs qualités d’Armalith. Un huissier veille à la validité des tests, sécurisés par l’équipe de cascadeurs de David Julienne. Cette opération menée post laboratoire, se rapproche des conditions réelles d’une glissade à moto et démontre que le Marquage CE n’apporte pas de certitude de résistance à l’abrasion. Lors de ces tests, un pantalon en Armalith bat un record de résistance en glissant, sans se percer, sur 91 mètres après une chute à 120 km/h et un prototype de jean en Armalith montre une résistance supérieure à celle d’un pantalon en cuir de vache sur une glissade de 57 mètres à 28 km/h.
Fin 2023, plus de 400 000 jeans en Armalith ont été vendus dans le monde.

## Étymologie
Le nom Armalith, choisi par son créateur, se compose d’une première partie, « arma », qui fait référence à l’armature créée par la structure même du tissu, ainsi que sa vocation première de protéger la peau contre les risques abrasifs.
La deuxième partie du nom est composée de « lith » en référence à la roche solide. Selon l'inventeur du tissu, le son « ite » fait penser à une pierre futuriste, comme la kryptonite.
L’Armalith ne doit pas être confondu avec l’entreprise ArmaLite.

## Caractéristiques techniques

### Technicité
L’Armalith est le premier tissu composite breveté au niveau international permettant la fabrication de vêtements. C'est un tissu monocouche qui intègre des fibres industrielles, évitant la superposition de plusieurs couches textiles (de type doublure). Ce tissu est un denim avec une armature disposant des mêmes qualités mécaniques qu’un vêtement en cuir, en y ajoutant l'élasticité et la souplesse, la respirabilité, la légèreté et l’hydrophilité. Sa conception monocouche permet de le porter en toute saison, avec un style et un confort identiques à celui d'un blue-jeans.
L’Armalith est obtenue par l’assemblage de fils de trame (fils visibles à l’intérieur du tissu) en coton qui recouvrent une fibre en Lycra+T400 pour le confort, associée à une fibre de renforcement en UHMWPE (en anglais Ultra-High Molecular Weight Polyethylene), un polyéthylène à la masse moléculaire très élevée et dont les chaînes moléculaires sont allongées. Les fils de chaîne (fils visibles à l’extérieur du tissu) sont également composés d’UHMWPE recouverts de coton teinté d’indigo. La peau n’est donc pas en contact direct avec le polyéthylène.
Selon la norme européenne EN 388, ce matériau est plus résistant à l’abrasion que le polyamide 6.6, ou que la fibre d’aramide. Par exemple, comparé à l'aramide, l’UHMWPE est respirant, 25 % plus résistant à l’abrasion, 40 % plus léger, cinq fois plus résistant et garde ses propriétés dix fois plus longtemps en cas d’exposition aux ultra-violets. L’UHMWPE remplace aujourd'hui l'aramide pour la fabrication des gilets pare-balles, des casques et le blindage militaire des véhicules des forces spéciales.
Ce tissu permet toutes les textures, teintures, impressions et ennoblissements textiles classiques, à condition qu'elles soient réalisées à froid, car une chaleur excessive altère les performances de l’Armalith. 

### Normes de résistance
L’Armalith est le premier tissu monocouche à l’aspect d’un denim classique à passer la certification AAA de la norme moto EN 17092 (120 km/h) et à protéger de l’abrasion au sens de la norme moto 13595-2,.
Jusqu’en 2022, Armalith propose des tissus déclinés en 3 niveaux :
- Grade A : Armalith léger (résistance à l’abrasion de 45 à 69 km/h).
- Grade AA : Armalith classique (résistance à l’abrasion de 70 à 119 km/h).
- Grade AAA : Armalith résistant à 7 secondes d’abrasion, comme exigé en moto GP (résistance à l’abrasion à plus de 120 km/h).

Cette classification se base sur des tests réalisés en laboratoire selon la norme Darmstadt 17092. Élaborée par BMW et l’université de Darmstadt, cette norme porte sur la vitesse de chute initiale et sa diminution en fonction du coefficient de friction de l’étoffe.
Les notations du Marquage CE 17092 pour les équipements de protection individuelle moto s'appuient aussi sur le simple, le double ou le triple A, en mêlant différentes caractéristiques techniques, ergonomiques, sanitaires, sécuritaires, de protection environnementale ou liées à l’entretien du vêtement. Pour éviter toute confusion avec le Marquage CE 17092, Armalith change ses niveaux de normes en 2023, en se basant uniquement sur la résistance à l’abrasion :
- Mobility : au moins 4 mètres de glissade ou une chute à 27 km/h
- Urban : au moins 8 mètres de glissade ou une chute à 45 km/h
- Road Trip : au moins 14 mètres de glissade ou une chute à 70 km/h
- Fast Road : au moins 20 mètres de glissade ou une chute à 90 km/h
- Highway : au moins 32 mètres de glissade ou une chute à 110 km/h
- Track : au moins 40 mètres de glissade ou une chute à 120 km/h
- Moto GP : au moins 56 mètres de glissade ou une chute à 120 km/h

Cette nouvelle norme Armalith prend en compte le théorème de l’énergie cinétique Ec = ½ mv2 à laquelle est soumis un motard en cas de chute et s’appuie sur trois approches complémentaires :
- Les tests de laboratoire Darmstadt 17092 (notion de vitesse de chute);
- La norme Cambridge 13595-2, norme de référence historique relative à la distance de glissade, établie par le Dr. Roderick Woods et utilisée en compétition moto[25];
- Des tests dynamiques et des essais en conditions réelles, comme lors des Armalith Test Days[26], et non plus uniquement en laboratoire.

### Entretien
Le tissu en Armalith se lave à l’envers en machine, à basse température (30° C maximum). Après 1 000 lavages, il ne perd pas son élasticité liée au stretch ni ses propriétés de résistance mécanique, mais le tissu s'adoucit et la teinture indigo s’éclaircit.
Ce tissu doit être éloigné de toute source de chaleur (radiateur, pot d’échappement de moto…) et ne doit pas être repassé avec un fer.
Un vêtement en Armalith doit sécher à plat. Il sèche rapidement étant donné sa faible teneur en coton et parce que l’UHMWPE ne laisse pas rentrer l'eau à l'intérieur des fibres (taux de reprise d’humidité = 0 %). Le sèche-linge est autorisé à un programme délicat et basse température.

## Fabrication raisonnée
Dans l’industrie textile, et principalement dans la conception des denims, l’Armalith fait partie des textiles qui limitent leur empreinte carbone.
La fibre UHMWPE contenue dans l’Armalith nécessite moins d’énergie pour être produite que d’autres tissus techniques, comme l’aramide. Le coton qui constitue une partie de l’Armalith est approvisionné depuis l’Espagne, engagée dans une production responsable. Ce coton est certifié OEKO Tex standard 100, Textile Exchange et Better Cotton Initiative.
La teinture indigo de l’Armalith est réalisée selon un procédé à la fois écologique (à froid et à sec) et authentique (8 bains). Les pigments utilisés pour la coloration ne contiennent aucun métal lourd.
L’Armalith est fabriquée avec un filament continu réduisant la dégradation des fibres en microplastiques qui s’infiltrent dans les environnements aquatiques et terrestres.
Tous les procédés de fabrication du tissu Armalith sont réalisés à froid, ce qui, à l'échelle mondiale, est unique sur un tissu stretch.
L’Armalith permet de conserver son vêtement plus longtemps, ce qui réduit la surconsommation.
La filature et le tissage sont réalisés dans les usines chargées de la fabrication de l’Armalith. Celles-ci bénéficient d’une licence exclusive et répondent aux exigences du cahier des charges Armalith. Depuis 2014, les opérations de filature, teinture, tissage et ennoblissement de l’Armalith sont réalisés par Royotec (département technique du tisseur espagnol Tejidos Royo), sur son site verticalisé à Valence. Cette configuration et cette proximité permettent un circuit de fabrication plus court qu’un jean de la fast fashion qui peut parcourir jusqu’à 65 000 km.
Royotec est engagé dans une démarche écoresponsable grâce à plusieurs principes : 
- Utilisation minimisée des matières premières, tant en type qu'en quantité.
- Sélection des matières premières en fonction de leur origine, diminuant le besoin de recyclage et favorisant la protection de la biodiversité.
- Présence de panneaux solaires et d’un cogénérateur pour produire une partie de l’énergie.
- Diminution des déchets et réutilisation de toutes les matières premières et sous-produits impliqués dans le processus de production.
- Réduction, voire suppression, de l'utilisation d'eau dans les processus de teinture en appliquant de la mousse.
- Optimisation de la durée de traitement des produits et du nombre de machines utilisées.
- Intégration de la station d'épuration biologique dans l’usine. Le système sépare l'eau des déchets, qui sont d'abord éliminés par des micro-organismes aérobies tels que des algues, des champignons et des bactéries. D'autres biosolides en suspension coulent au fond sous forme de sédiments. Après déshydratation de ces boues, les biosolides deviennent des engrais pour l'agriculture et le jardinage.

## Gammes
Le tissu original en Armalith 2.0 est constitué de 51 % de coton, 33 % de fibre UHMWPE, 9 % de polyamide et de 7 % de Lycra DualFx®. Sa classification AAA (120 km/h et 40 m de résistance à l’abrasion) a permis à plusieurs marques de se distinguer sur leur marché respectif.
Aujourd'hui, l’Armalith existe en plusieurs coloris et tissages techniques pour offrir différents degrés de performance et niveaux de confort :
- Gamme Mobility : conçue pour les déplacements quotidiens à vélo, skateboard, trottinette, rollers... Elle est composée d’une armature technique en polyester haute ténacité ou en polyamide 6.6 haute ténacité. Le poids du tissu est inférieur à 230 gr/m2.

- Gamme Urban : adaptée aux trajets motorisés en milieu urbain (à scooter ou petites cylindrées) et les loisirs, tels que le skateboard, la trottinette, le monoroue, le vélo ou le BMX. Cette gamme est constituée d’une armature technique en polyamide 6.6 haute ténacité. Le poids du tissu est compris entre 230 gr/m2 et 330 gr/m2.

- Gamme Road Trip : adaptée à une conduite motorisée ou pour des loisirs plus extrêmes, comme le VTT de descente, le skateboard downhill ou freeride. Son armature technique se compose de polyamide 6.6 haute ténacité. Le poids du tissu est compris entre 330 gr/m2 et 400 gr/m2.

- Gamme Fast Road : s’adresse aux conducteurs de deux-roues motorisés. Elle est reconnue pour sa légèreté, son aptitude à absorber l'humidité et sa souplesse, ce qui la rend adaptée à une utilisation quotidienne. Le tissu est constitué d’une armature technique en polyamide 6.6 haute ténacité. Le poids est compris entre 400 gr/m2 et 450 gr/m2.

- Gamme Highway : le test officiel Cambridge 13595-2 réalisé par un laboratoire indépendant démontre pour cette gamme une résistance à l'abrasion supérieure à celle d’un cuir bovin présentant une masse surfacique équivalente (480 g/m²), conçue spécifiquement pour la fabrication de vêtements moto. Son armature technique s’articule autour de polyamide 6.6 haute ténacité et de polyéthylène à ultra haut poids moléculaire. Le poids de ce tissu oscille entre 400 gr/m2 et 480 gr/m2.

- Gamme Track : alternative aux vêtements en cuir avec davantage de souplesse, cette gamme est faite d’une armature technique en polyéthylène à ultra haut poids moléculaire. Le poids du tissu est compris entre 480 gr/m2 et 550 gr/m2.

- Gamme Moto GP : assure une protection contre l'abrasion sur une distance de 56 mètres que seule la norme Cambridge 13959-2, agréée par la FIM, peut évaluer. Les propriétés mécaniques de cette gamme s'alignent ou surpassent les critères nécessaires pour participer à une course de moto GP. Ce tissu est composé d’une armature technique en polyéthylène à ultra haut poids moléculaire. Le poids du tissu est de 705 gr/m2.

## Applications
Les produits en Armalith sont connus des motards, cyclistes, skateurs et sportifs de l’extrême pour leur durabilité et la protection contre les risques de dermabrasion en cas de chute.
L’Armalith se décline en vestes, en blousons et en gants de moto, en pantalons et en jeans moto, ainsi qu’en jeans moto avec airbag intégré, grâce à l’invention de Moses Shahrivar.
Yamaha a conçu la selle de l’un de ses modèles de motos en Armalith.
L'Armalith est utilisé dans les vêtements de protection pour les professions à haut risque, telles que les forces de l'ordre, les verriers, les artisans du BTP (ex. pantalon de chantier) et dans le domaine de la sécurité industrielle,.
Depuis 2022, le Cirque du Soleil utilise l’Armalith pour la confection des tenues de protection de ses cascadeurs.
Les tissus en Armalith sont employés dans l’univers du prêt-à-porter masculin et féminin : pantalons (jean, cargo, chino, jeggin), vestes et blousons, chemises, chaussures et baskets montantes, ainsi que les jeans pour enfants.
La marque de bagage Samsonite s’est intéressée à cette étoffe pour la confection d'un sac de voyage.
L’Armalith est présent dans certains accessoires de protection du quotidien, tels que le gant pour ouvrir les huîtres.